# Kimberly Derrick
Kimberly Derrick (Blytheville, 28 aprile 1985) è una pattinatrice di short track statunitense.

## Palmarès

### Olimpiadi
- 1 medaglia:
  - 1 bronzo (3000 m staffetta a Vancouver 2010).

### Campionati mondiali
- 3 medaglie:
  - 1 bronzo (3000 m staffetta a Sofia 2010).

### Campionati mondiali a squadre
- 1 medaglia:
  - 1 bronzo (Heerenveen 2009).